# Brigita a Suediei
Sfânta Brigita (n. 1303, Finstad, d. 23 iulie 1373, Roma) a fost o călugăriță suedeză, întemeietoare de ordin călugăresc, sfântă.

## Viața
S-a născut în Suedia, la Finstad, în apropiere de Uppsala, în anul 1303, într-o familie de nobili (Folkunger). Căsătorită de timpuriu cu nobilul Ulf Gudmarsson, a avut opt copii (dintre care Sf. Ecaterina a Suediei), pe care i-a educat foarte bine. 
A intrat în Ordinul al treilea al Sfântului Francisc, iar după moartea soțului, pe care l-a iubit foarte mult, a dus o viață ascetică, rămânând totuși în mijlocul lumii. Cu ajutorul regelui Suediei a întemeiat apoi, în 1346, la Vadstena, un Ordin călugăresc (al "Brigitinelor"), numit și "Ordinul Răscumpărătorului", deoarece se spune că Isus Cristos însuși i-ar fi dictat, cuvânt cu cuvânt, Sfintei Brigita, regula noului ordin și indicațiile pentru construcția bisericii. Noul ordin a avut mare importanță în viața religioasă și literară a țărilor nordice.
Ultimii 24 de ani ai vieții și i-a petrecut la Roma, unde a dat tuturor un exemplu strălucit de virtute, s-a străduit să reformeze Biserica și a încercat (fără succes) să obțină întoarcerea Papilor de la Avignon la Roma. A întemeiat aici un cămin pentru studenți și pelerini suedezi. A murit la Roma în anul 1373 la întoarcerea dintr-o călătorie în Țara Sfântă.

## Opera
Sf. Brigita a scris multe lucrări în care și-a descris experiența mistică, pe care o avea din tinerețe:
- Revelationes, 8 vol., ediția I: Lübeck 1492;
- Revelationes extravagantes (cuprinzând Regula monastică, Sermo angelicus = culegere de lecturi monastice, 4 rugăciuni).

### Ediții
- Offenbarungen der hl. B., ausgew. von Emilia Fogelklou, dt. 1933;
- A. Bygdén, N. G. Gejvall u. C.-H. Hjörtsjö, Heliga Birgittas reliker, Lund 1954;
- Den heliga Birgittas Revelaciones Extravagantes, ed. îngr. de L. Hollmann, Stockholm 1956;
- Tu fragmenter på svensk av den heilige B.s skrifter, ed. îngr. de J. Gussgard, Stockholm. 1961;
- Die Offenbarungen der hl. Birgitta von Schweden, ausgew. u. eingel. v. Sven Stolpe, dt. v. Siegfried Huber u. Robert Braun, 1961.

## Cult
A fost canonizată în 1391 de papa Bonifaciu al IX-lea. Este sărbătorită în Biserica Catolică la 23 iulie.